# Jürgen Jürges
Jürgen Jürges, né le 12 décembre 1940 à Hanovre, est un directeur de la photographie allemand.

## Biographie
Jürgen Jürges termine sa formation en 1961 dans une école de photographie berlinoise et travaille comme premier assistant opérateur pour diverses productions, comme Vivre à tout prix de Volker Schlöndorff en 1966-1967. Dans les années 1970, il collabore en tant que directeur de la photographie pour diverses productions majeures du nouveau cinéma allemand avec des réalisateurs tels que Rainer Werner Fassbinder, Wim Wenders ou Roland Klick. Il a été honoré de nombreux prix.

## Filmographie sélective
- 1973 : Une nuit à Venise
- 1973 : La Tendresse des loups d'Ulli Lommel
- 1974 : Effi Briest de Rainer Werner Fassbinder
- 1975 : John Glückstadt
- 1975 : Peur de la peur de Rainer Werner Fassbinder
- 1975 : Le Rôti de Satan de Rainer Werner Fassbinder
- 1976 : Problem Child
- 1976 : Paule Paulander
- 1977 : Grete Minde
- 1977 : La peur est une deuxième ombre
- 1977 : Egg Thief
- 1978 : L'Allemagne en automne
- 1978 : Das andere Lächeln (de) de Robert van Ackeren (téléfilm)
- 1979 : Deux Femmes à l'opéra
- 1979 : Les Dernières Années de l'enfance
- 1980 : Allemagne, mère blafarde de Helma Sanders-Brahms
- 1980 : Mosch
- 1980 : Les Enfants de n° 67
- 1981 : Moi, Christiane F., 13 ans, droguée, prostituée... d'Uli Edel
- 1982 : Berlin chemin de fer urbain
- 1983 : Iron John
- 1983 : White Star
- 1983 : La Femme flambée de Robert van Ackeren
- 1984 : Le Rêveur
- 1985 : La Wupper
- 1986 : Dann ist nichts mehr wie vorher (de)
- 1988 : Le Piège de Vénus (de)
- 1988 : L'Été du faucon
- 1989 : Shadow of the Desert
- 1989 : Le Danseur
- 1990 : Le Mystère de la Cheetah jaune
- 1992 : La véritable histoire des femmes et des hommes
- 1992 : L'Avortement
- 1992 : Arisha, l'ours et l'anneau de pierre
- 1993 : Le Dernier Sceau
- 1993 : Le Brouillard
- 1993 : Les vaches sacrées
- 1993 : Si loin, si proche ! de Wim Wenders
- 1995 : La dixième année
- 1995 : Les Lumière de Berlin de Wim Wenders
- 1996 : Tous gardèrent le silence
- 1996 : Mossane de Safi Faye
- 1997 : Funny Games de Michael Haneke
- 1999 : Les Chemins de la nuit
- 1999 : Le Cri du papillon
- 2000 : Code Inconnu de Michael Haneke
- 2000 : Ternitz, Tennessee
- 2001 : Malunde
- 2002 : Ghetto-Kids
- 2003 : La peur mange l'âme
- 2003 : Le Temps du loup de Michael Haneke
- 2004 : Fils de pute
- 2004 : Andiamo!
- 2004 : Shadows of Time
- 2005 : Ballero
- 2005 : Prenez votre vie
- 2005 : La recherche de l'amour
- 2006 : Quatre fenêtres
- 2006 : Sourire de Marie
- 2006 : Eduart
- 2007 : Sans les uns des autres
- 2008 : Clara de Helma Sanders-Brahms
- 2009 : John Rabe, le juste de Nankin de Florian Gallenberger
- 2015 : Moi et Kaminski
- 2016 : Auf Augenhöhe
- 2018 : Das Milan-Protokoll
- 2019 : Dau de Ilia Andreïevitch Khrjanovski

## Distinction
- Berlinale 2020 : Ours d'argent de la meilleure contribution artistique pour Dau